# تيريزا ماتشادو
تيريزا ماتشادو (بالبرتغالية: Teresa Machado‏) هي منافسة ألعاب القوى برتغالية، ولدت في 22 يوليو 1969 في إلهافو في البرتغال.

## وصلات خارجية
- تيريزا ماتشادو على موقع الاتحاد الدولي لألعاب القوى (الإنجليزية)
- تيريزا ماتشادو على موقع الاتحاد الأوروبي لألعاب القوى (الإنجليزية)
- تيريزا ماتشادو على موقع اللجنة الأولمبية الدولية (الإنجليزية)
- تيريزا ماتشادو على موقع أوليمبيديا (الإنجليزية)